# تاو ذات‌الکرسی
تاو ذات‌الکرسی یک ستاره است که در صورت فلکی ذات‌الکرسی قرار دارد.